# The Lady of Lyons
The Lady of Lyons è un film muto del 1913 diretto da Léon Bary.

## Produzione
Il film fu prodotto dalla Hepworth.

## Distribuzione
Distribuito dalla Co-operative, il film uscì nelle sale cinematografiche britanniche nell'ottobre 1913. Negli Stati Uniti, venne distribuito nel dicembre 1914 dall'Arthur H. Sawyer Company.
Fu distrutto nel 1924 dallo stesso produttore, Cecil M. Hepworth. Fallito, in gravissime difficoltà finanziarie, Hepworth pensò in questo modo di poter almeno recuperare il nitrato d'argento della pellicola.